# Struktura organizacyjna Wojska Polskiego w okresie stalinizmu
Struktura organizacyjna  Sił Zbrojnych PRL w pierwszej połowie lat 50. XX w.

## Instytucje Centralne WP (IC MON)
- GZI MON
- Sztab Generalny WP
- GZPW WP

## Okręg Wojskowy nr I(Warszawa)
- 8 Korpus Piechoty (Olsztyn)
  - 15 Dywizja Piechoty (Olsztyn)
  - 21 Dywizja Piechoty (Lidzbark Warmiński)
  - 22 Dywizja Piechoty (Giżycko)
  - 139 pułk artylerii ciężkiej (Bartoszyce)
- 9 Korpus Piechoty (Lublin)
  - 3 Dywizja Piechoty (Lublin)
  - 24 Dywizja Piechoty (Zambrów)
  - 25 Dywizja Piechoty (Siedlce)
  - 118 pułk artylerii ciężkiej  (Lublin)
- 18 Dywizja Piechoty (Ełk)
- 8 Dywizja Artylerii Przełamania (Orzysz)
  - 26 Brygada Artylerii Haubic (Orzysz)
  - 29 Brygada Artylerii Haubic (Szlaga-Bemowo Piskie)
  - 15 Brygada Artylerii (Węgorzewo)
- 2 Ciężka Brygada Saperów (Kazuń)
- 6 Ciężka Brygada Saperów (Dęblin)
- 7 pułk  pontonowy (Płock)
- 11 pułk czołgów (Giżycko)
- 5 pułk łączności (Warszawa)

## Okręg Wojskowy nr II(Bydgoszcz)
- 1 Korpus Piechoty (Wałcz)
  - 12 Dywizja Piechoty (Szczecin)
  - 14 Dywizja Piechoty (Wałcz)
  - 20 Dywizja Zmechanizowana (Szczecinek)
  - 159 pułk artylerii ciężkiej (Choszczno)
- 1 Korpus Zmechanizowany (Gdańsk)
  - 8 Drezdeńska Dywizja Zmechanizowana (Koszalin)
  - 16 Pomorska Dywizja Zmechanizowana (Elbląg)
- Korpus Przeciwdesantowy
  - 2 Brygada Przeciwdesantowa (Kamień Pomorski)
  - 3 Brygada Przeciwdesantowa (Kołobrzeg)
  - 5 Brygada Przeciwdesantowa (Gdańsk)
- 16 Dywizja Artylerii Przeciwlotniczej (Koszalin)
- 6 Dywizja Artylerii Przełamania (Grudziądz)
  - 17 Brygada Artylerii Haubic (Grudziądz)
  - 19 Brygada Artylerii Haubic (Grudziądz)
  - 21 Brygada Artylerii Ciężkiej (Chełmno)
  - 33 Brygada Artylerii Ciężkiej (Inowrocław)
- 22 Brygada Artylerii Przeciwpancernej (Kwidzyn)
- 16 samodzielny pułk czołgów (Szczecin)
- 20 samodzielny pułk czołgów (Stargard Szczeciński)
- 7 pułk łączności (Bydgoszcz)
- 5 pułk saperów (Szczecin)
- 3 pułk pontonowy (Włocławek)

## Okręg Wojskowy nr IV(Wrocław)
- 2 Korpus Piechoty (Poznań)
  - 4 Dywizja Piechoty (Krosno Odrzańskie)
  - 5 Dywizja Piechoty (Sulęcin)
  - 19 Dywizja Zmechanizowana (Gubin)
  - 112 pułk artylerii ciężkiej (Głogów)
- 2 Korpus Zmechanizowany (Wrocław)
  - 10 Sudecka Dywizja Zmechanizowana (Opole)
  - 11 Dywizja Zmechanizowana (Żagań)
- 27 Dywizja Piechoty (Zgorzelec)
- 11 Dywizja Artylerii Przeciwlotniczej (Brzeg)
- 14 Brygada Artylerii Ciężkiej (Bolesławiec)
- 23 Brygada Artylerii Przeciwpancernej (Kalisz)
- 28 Brygada Artylerii Przeciwpancernej (Gniezno)
- 13 samodzielny pułk czołgów (Opole)
- 22 samodzielny pułk czołgów (Żagań)
- 15 szkolny pułk czołgów (Opole)
- 10 Saski pułk łączności (Wrocław)
- 4 pułk saperów (Gorzów Wielkopolski)
- 1 pułk pontonowy (Brzeg)

## Okręg Wojskowy nr V(Kraków)
- 11 Korpus Piechoty (Gliwice)
  - 2 Dywizja Piechoty (Częstochowa)
  - 7 Dywizja Piechoty (Gliwice)
  - 29 Dywizja Piechoty (Bielsko)
  - 120 pułk artylerii ciężkiej (Tarnowskie Góry)
- 12 Korpus Piechoty Rzeszów
  - 6 Dywizja Piechoty (Kraków)
  - 9 Dywizja Piechoty (Rzeszów)
  - 30 Dywizja Piechoty (Przemyśl)
  - 135 pułk artylerii ciężkiej (Sandomierz)
- 18 samodzielny pułk czołgów (Nysa)
- 5 batalion łączności (Kraków)

## Wojska Lotnicze
- 3 Korpus Lotnictwa Myśliwskiego (Poznań)
  - 6 Dywizja Lotnictwa Myśliwskiego (Wrocław)
  - 9 Dywizja Lotnictwa Myśliwskiego (Malbork)
  - 11 Dywizja Lotnictwa Myśliwskiego (Świdwin)
- 4 Korpus Lotnictwa Szturmowego (Modlin) 
  - 8 Dywizja Lotnictwa Szturmowego (Modlin)
  - 16 Dywizja Lotnictwa Szturmowego (Piła)
- 15 Dywizja Lotnictwa Bombowego (Bydgoszcz)
- 21 pułk lotniczy (Poznań-Ławica)
- 36 specjalny pułk lotniczy (Okęcie)

## Wojska Obrony Przeciwlotniczej Obszaru Kraju
- 5 Dywizja Lotnictwa Myśliwskiego OPL (Warszawa)
- 7 Dywizja Lotnictwa Myśliwskiego OPL (Kraków)
- 10 Dywizja Lotnictwa Myśliwskiego OPL (Słupsk)
- 9 Dywizja Artylerii Obrony Przeciwlotniczej (Warszawa)
- 13 Dywizja Artylerii Obrony Przeciwlotniczej (Bytom)
- 15 Dywizja Artylerii Obrony Przeciwlotniczej (Wrocław)
- 3 pułk artylerii przeciwlotniczej (Zgierz)
- 14 pułk artylerii przeciwlotniczej (Poznań)
- 115 pułk artylerii przeciwlotniczej (Nisko)
- 129 pułk artylerii przeciwlotniczej (Szczecin)
- 136 pułk artylerii przeciwlotniczej  (Mrzeżyno)

## Marynarka Wojenna
- Dowództwo Wodnego Rejonu Głównej Bazy Gdynia Oksywie
  - niszczyciele:
    - ORP "Błyskawica"
    - ORP "Burza"

  - dywizjon okrętów podwodnych
  - dywizjon dozorowców
  - dywizjon ścigaczy
  - flotylla trałowców
    - 1 dywizjon trałowców
    - 2 dywizjon trałowców
    - 3 dywizjon trałowców
- Dowództwo Bazy MW Świnoujście
  - flotylla środków desantowych 
    - 1 dywizjon barek desantowych
    - 2 dywizjon barek dsantowych
    - 3 dywizjon kutrów desantowych

  - 3 batalion piechoty morskiej (Dziwnów)
- 9 bateria artylerii stałej (Ustka)
- 11 bateria artylerii stałej (Redłowo)
- 13 bateria artylerii stałej (Hel- Cypel)
- 17 bateria artylerii stałej (Janogród)
- 19 bateria artylerii stałej (Kołobrzeg)
- 25 bateria artylerii stałej (Stogi)
- 60 pułk artylerii przeciwlotniczej (Gdynia)
- 33 Dywizja Lotnictwa MW
  - 30 pułk lotnictwa MW (Babie Doły)
  - 34 pułk lotnictwa myśliwskiego MW (Babie Doły)
- 29 batalion saperów MW (Hel)
- 32 batalion łączności (Gdynia-Grabówek)